# نئورئالیسم ایتالیایی
نئورئالیسم ایتالیا جنبشی سینمایی بود که پس از پایان جنگ جهانی دوم در ایتالیا پدید آمد تا میانهٔ دههٔ پنجاه تداوم داشت. فیلمسازان پیشروی جنبش نئورئالیسم ایتالیا، سعی در نزدیک شدن هر چه بیشتر به واقعیت چه در روایت و چه در فرم داشتند. رویکرد اخلاقی فیلمسازان این جنبش به هنر، باعث شد تا در سال‌های پس از جنگ جهانی دوم که ایتالیا درگیر فقر، تورم و بیکاری گسترده بود، فیلم‌هایی با محوریت طبقات ضعیف جامعه یعنی کارگران و دهقانان و همچنین پارتیزان‌هایی که در طی دوران فاشیسم با حکومت موسولینی و اشغالگران نازی می‌جنگیدند ساخته شود. از برجسته‌ترین فیلمسازان این جنبش سینمایی روبرتو روسلینی، ویتوریو دسیکا و لوکینو ویسکونتی هستند و فیلم‌هایی مانند رم، شهر بی‌دفاع، آلمان سال صفر، زمین می‌لرزد و دزد دوچرخه فیلم‌های نمونه‌ای این جنبش سینمایی‌اند. این جنبش به مرور زمان رو به افول گذاشت و در میانهٔ سال‌های دههٔ پنجاه، کم‌کم از میان رفت اما تأثیرات گسترده‌ای بر سینمای جهان گذاشت.

پوستر فیلم رم، شهر بی‌دفاع اثر روبرتو روسلینی (۱۹۴۵)

## زمینهٔ پیدایش و گسترش

### زمینهٔ هنری
در دوران حکومت فاشیست‌ها در ایتالیا، نوعی سینما از طرف حکومت ترویج شد که ارتباطش را از واقعیت بریده بود و تمام هم وغم آن، ترویج تصویری خوب از ایتالیا بود. بنا به دستور حکومت، نمایش مضامینی چون «جنایت» و سایر موضوعاتی که از دید فاشیست‌ها غیراخلاقی بود ممنوع شده بود. به همین دلیل، در واپسین سال‌های حکومت فاشیستی در ادبیات و سینمای ایتالیا تمایلی رئالیستی پیدا شد. چهار قدم در ابرها، بچه‌ها مراقب ما هستند، وسوسه و فیلم‌های دیگر برخی از فیلمسازان ایتالیایی، تلاشی بود برای مقابله با این موج تحمیل‌شده از طرف دستگاه حکومتی. جوزپه دسانتیس و ماریا آلیکاتا در سال ۱۹۴۱ چنین نوشتند: «بر این باوریم که روزی با دنبال کردن گام‌های آرام و خستهٔ کارگری که از سر کار به خانه بازمی‌گردد، زیباترین فیلم خود را خواهیم ساخت.» بر پایهٔ چنین تعریفی، بسیاری فیلم وسوسه ساختهٔ ویسکونتی را اولین تلاش جدی برای نزدیک شدن به واقعیت در قالب فرم و محتوا می‌دانند. ویسکونتی که در دههٔ سی، توانسته بود در کنار فیلمساز بزرگ فرانسوی ژان رنوار دستیاری کند، تحت تأثیر روش او قرار داشت و از این جهت می‌توان بر تأثیر ژان رنوار و سبک رئالیسم شاعرانه فرانسه و فیلم تونی که آن را سلف فیلم‌های این جنبش سینمایی می‌دانند، بر این جنبش سینمایی تأکید کرد. در نهایت، بعد از پایان جنگ جهانی دوم، روبرتو روسلینی با ساختن فیلم رم، شهر بی‌دفاع بر پایه همین نگاه، اولین دستاورد سینمای نئورئالیستی را عرضه کرد و به این ترتیب رم، شهر بی‌دفاع اولین فیلم نمونه‌ای این جنبش سینمایی شد.

### زمینه‌های اقتصادی و سیاسی
در دوران حکومت موسیلینی، سیطره فاشیسم بر صنعت فیلم‌سازی، باعث شکل‌گیری استودیوهای فیلم‌سازی معروف چینه چیتا (معادل ایتالیایی هالیوود) و همچنین مدرسه فیلم ایتالیا شد. در طول جنگ، این استودیوهای مجلل فیلمسازی که در سراسر اروپا معروف بودند به شدت آسیب دیدند و ساخت فیلم‌های مجلل در آن‌ها، دیگر امکان‌پذیر نبود. این خود باعث شد تا فیلمسازان به سمت لوکیشن‌های واقعی در خیابان‌ها و مناطق روستایی بروند.
از طرفی، فقر و بیکاری فزاینده‌ای که در طی حکومت فاشیست‌ها و سپس جنگ، ایتالیا را درگیر خود کرده بود، پس از سرنگونی فاشیست‌ها و رسیدن دورانی که به بهار ایتالیا معروف بود، امکان بازگویی پیدا می‌کرد. بعد از روی کار آمدن ائتلافی از احزاب چپ و لیبرال، فیلمسازانی که دغدغه بازگویی مشکلات جاری جامعه ایتالیا را داشتند، بیش از پیش امکان رشد پیدا کردند و روایت‌های خود را بر بستر بحران‌های جامعه جنگ زده ایتالیا متکی کردند.

## مولفه‌های سبکی

### لوکیشن‌ها و دکور
در فیلم‌های نئورئالیستی، تأکید بر استفاده از لوکیشن‌های طبیعی و واقعی است. برای دوری کردن از تصنع و نزدیک کردن روایت به واقعیت بیرونی معمولاً سعی می‌شود تا در نماهای داخلی هم از میزانسن بندی و چینش صحنه مرسوم در استودیوها پرهیز شود.

### تصویر برداری و نورپردازی
معروف است که فیلم‌های نئورئالیستی معمولاً قاب‌های ناآراسته و فی‌البداهه دارند. روسلینی در مصاحبه‌ای در این باره می‌گوید: «اگر به اشتباه نمای زیبایی بگیرم، حتماً هنگام تدوین آن را بیرون خواهم کشید.» معمولاً تصویربرداری به سبک فیلم‌های مستند انجام می‌گیرد و دوربین سعی در نشان دادن واقعیت بدون دست کاری دارد. از این رو، گاهی از دوربین روی دست (تکنیکی است که در آن فیلمبردار بازیگر را با دوربین دنبال می‌کند که موجب تنش در صحنه‌های اکشن و همچنین رئال جلوه دادن اثر می‌شود) استفاده می‌شود و تصویر مانند فیلم‌های خبری، دانه‌دانه است و ظاهراً از نور طبیعی در آن استفاده می‌شود. در این سبک فیلم‌سازی، استفاده از عمق میدان به شدت رایج است و یکی از ویژگی‌های سبکی برجسته این جنبش سینمایی است. البته بر خلاف تصور رایج، تمامی فیلمسازان این جنبش، پایبند این شیوه تصویربرداری و قاب‌بندی نبوده‌اند و نمونه آن، قاب‌های چشم‌نواز و آراسته ویسکونتی در فیلم زمین می‌لرزد است. در واقع، حتی وقتی فیلم‌برداری در لوکیشن واقعی صورت می‌گیرد، صحنه‌ها دارای حرکات نرم دوربین، فوکوس دقیق و صحنه‌پردازی حساب‌شده در چند سطح هستند.

### سایر مولفه‌ها
معروف است که در فیلم‌های این جنبش سینمایی، برای ایجاد حس واقعی بودن روایت، از نابازیگران استفاده می‌شود اما در واقع در اغلب موارد از شیوه کُنفِلِیشِن یعنی «تلفیقی از بازیگران حرفه‌ای و نابازیگران» استفاده می‌شود اما در تدوین، این فیلم‌ها کاملاً منطبق با هنجارهای سینمای کلاسیک هالیوودی قرار دارند و همه چیز متعارف به نظر می‌رسد.

## مولفه‌های روایی

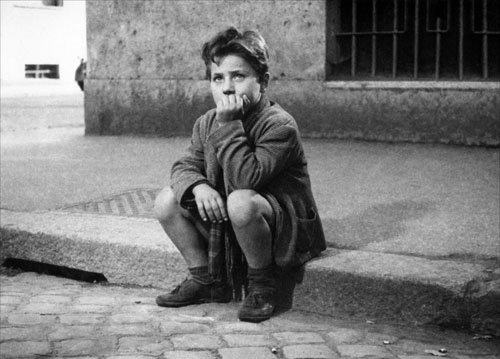
دزد دوچرخه اثر دسیکا یکی از فیلم‌هایی است که به بهترین شکل در جنبش نئورئالیسم، فروپاشی اجتماعی و اخلاقی را در ایتالیای پس از جنگ را به تصویر می‌کشد.

### درونمایه
اساس جنبش نئورئالیستی، بر دیدگاهی اخلاقی بنا شده‌است. مرام اصلی این جنبش این بود که سینما باید هم و غم خود را بر طبیعت خود و بر نقشی که در جامعه دارد متمرکز کند و باید مخاطبان خود را با واقعیت بیرونی خود آن‌ها آشنا کند. در نتیجه، سینما می‌بایست برشی از زندگی روزمره به نظر می‌رسید. در واقع به این صورت که زندگی وارد زیست روزمره طبقات محروم جامعه می‌شود و سپس از آن خارج می‌شود. براساس همین دیدگاه اخلاقی و ایدئولوژیک بود که این سینما بیش از هر چیز دغدغه فقر و محرومیت گسترده‌ای را داشت که در ایتالیای بعد از جنگ غوغا می‌کرد.
اولین فیلم‌های این جنبش سینمایی به روایت زندگی قهرمانانه و فداکاری‌های پارتیزان‌هایی می‌پردازد که با حکومت فاشیستی و اشغال گران نازی در نبرد هستند. در فیلم‌هایی مثل رم، شهر بی‌دفاع (Rome Open City) و پاییزا تم اصلی، فداکاری و شجاعت مبارزان در کنار نشان دادن پاره‌ای اختلافات فرهنگی و زبانی و سوءتفاهم‌های آمیخته‌شده در چنین مبارزه‌ای است. اما به مرور زمان، کارگردانان این جنبش سینمایی، به سراغ معضلات اجتماعی بعد از جنگ نیز رفتند. مشکلاتی چون فرقه گرایی، بیکاری گسترده و تورم و فقر. دزد دوچرخه اثر دسیکا یکی از فیلم‌هایی است که به بهترین شکلی فروپاشی اجتماعی و اخلاقی را در ایتالیای پس از جنگ به تصویر می‌کشد.

### روایت
فیلم‌های سینمای نئورئالیستی بر پایه جزئیات و تأثیرگرفته از اتفاقات روزمره زندگی روایت می‌شوند. تأکید بر عنصر تصادف به جای روابط علت و معلولی، یکی از اصلی‌ترین ویژگی‌های این نوع سینما است و به این صورت قصد دارد خود را بیشتر به زندگی واقعی نزدیک کند. دوری از روایتی خطی و منسجم، بیشتر از هر چیز در پایان باز فیلم‌ها خود را می‌نمایاند. فیلم به برهه‌ای خاص از زندگی قهرمانانش می‌پردازد و به قبل و بعد آن‌ها کاری ندارد. توجه به جزئیات، یکی دیگر از ویژگی‌های روایی این سبک سینمایی است. جزئیات روزمره‌ای مانند تأکید بر شیوه راه رفتن، شیوه غذا خوردن، حرف زدن یا فرازهایی از زندگی روزمره و تأکید بر زمان‌های مرده برای نزدیک شدن بیشتر به شخصیت‌ها، همگی از ویژگی‌های رایج روایی در این جنبش سینمایی است.

## پایان جنبش نئورئالیستی
جنبش نئورئالیستی ایتالیا، در اوایل دهه پنجاه و بعد از اومبرتو د ساخته دسیکا، کم‌کم تحت تأثیر جریاناتی برخاسته از خود این جنبش قرار گرفت که توامان تأثیر گرفته از سنت قدرتمند کمدی ایتالیا نیز بودند. از طرفی پیدا شدن بازارهای خارجی برای سینمای ایتالیا هم بیش از قبل، این تولیدات را تحت تأثیر قرار می‌داد و سرمایه‌گذارهای آمریکایی که برای تولیدات کمدی و ژانرهای سنتی سینمای ایتالیا پیدا شدند، آن تولیدات را قالب کردند. علاوه بر این‌ها، می‌توان علاقه فیلم سازان ایتالیایی به پرداختن به احوالات روانی و درون انسان‌ها را در سال‌های پس از جنگ، به عنوان یکی دیگر از دلایل افول این نئورئالیسم برشمرد.
همچنین، در اوایل دهه پنجاه، دولت جدید ایتالیا که بعد از دوران «بهار ایتالیا» بر سر کار آمده بود، نسبت به تولیدات این جنبش سینمایی بدبین شد و با گماردن جولیو آندره اوتی (Giulio Andreotti) (سیاستمدار و نخست‌وزیر پیشین پس از جنگ جهانی دوم ایتالیا) به ریاست اداره هنرهای نمایشی و تفویض اختیارات ویژه به او، موجبات افول این فیلم‌ها را فراهم آورد. بدین ترتیب هر فیلمی که تصویر بدی از ایتالیا به نمایش می‌گذاشت از منابع مالی محروم می‌شد و در مقابل وام‌های کلان به فیلم‌هایی اختصاص می‌یافت که از محتوای مورد تأیید این اداره برخوردار بودند. اوج گرفتن جنگ سرد و ادعای مخالفان این فیلم‌ها مبنی بر وجود انگیزه‌های ایدئولوژیک و چپ در این فیلم‌ها، این محدودیت‌ها را به اوج خود رساند و به این ترتیب، دوران افول این جنبش از راه رسید.

## تأثیر بر تاریخ سینما
نئورئالیسم هر چند افول کرد اما تأثیر عظیمی بر رویه‌های فیلمسازی آینده در اروپا، ایالات متحده و هند بر جای گذاشت. موج نوی فرانسه همواره بر دینی که به این جنبش دارد اذعان کرده‌است و جلوه‌هایی از سبک نئورئالیست آشکارا در موج نوی بریتانیا حضور داشته‌است. نسل جوان تر فیلمسازان ایتالیایی مانند آنتونیونی، اولمی (معروف‌ترین ساخته او «درخت سندل‌های چوبی» نام دارد) و فلینی نیز بخشی از میراث نئورئالیستی را در آثار خود حفظ کردند.

## ملاحظاتی دربارهٔ ماهیت جنبش
در گردهمایی سال ۱۹۵۳ پارم که دربارهٔ نئورئالیسم و با حضور روزنامه‌نگاران و فیلمسازان برگزار شد تا ماهیت و جوهر این جنبش سینمایی بررسی شود، مشخص شد هیچ اتفاق نظری پیرامون مانیفست نئورئالیسم در کار نیست. نئورئالیسم تنها دعوتی بود به رئالیسم بیشتر و تأکیدی بر موضوعات معاصر و زندگی طبقات زحمتکش اما چیزی نگذشت که دیدگاه‌های انتقادی به این جنبش پیدا شدند.
یکی از این دیدگاه‌ها نئورئالیسم را صرفاً نوعی گزارشگری متعهدانه می‌دانست که به نام اتحاد سیاسی کوتاه‌مدتی که در سال‌های نهضت مقاومت و «بهار ایتالیا» پدید آمده بود، خواهان اصلاحات بود. دیدگاه دیگری بر بعد اخلاقی تأکید می‌نهاد و بر این باور بود که اهمیت جنبش نئورئالیست در این بود که می‌توانست به مسایل شخصی آدم‌های فیلم، اهمیتی عمومی ببخشد. مهم‌ترین و جدی‌ترین مدافع این جریان فیلم‌سازی آندره بازن فرانسوی بود که بر دراماتیزه شدن روزمره زندگی در این فیلم‌ها تأکید می‌کرد که در واقع پیش قراول نوعی سینمای «درام‌زدایی‌شده» در دهه‌های آینده شد.
بیشتر تاریخ نگاران سینما، نئورئالیسم را نه به خاطر گرایش‌های سیاسی و جهان بینی آن، بلکه به سبب نوآوری‌هایش در زمینه فرم فیلم مؤثر می‌دانند. نوآوری‌هایی که بی‌سابقه نبودند اما اعتبار بین‌المللی جنبش نئورئالیستی آن‌ها را برجسته‌تر از همیشه در معرض توجه قرار داد.

## وقایع‌نگاری سینمای نئورئالیستی ایتالیا
| سال  | فیلم‌ها | رویدادها                                                 |
| ۱۹۴۵ | رم، شهر بی‌دفاع ساخته روبرتو روسلینی | اعدام موسیلینی و آغاز دوران موسوم به بهار ایتالیا        |
| ۱۹۴۶ | پاییزا ساخته روبرتو روسلینی خورشید همیشه طلوع می‌کند ساخته آلدو ورگانو زندگی در صلح به کارگردانی لوییجی زامپا راهزن اثر آلبرتو لاتوادا                            | طی یک انتخابات همگانی، احزاب لیبرال و چپ به قدرت می‌رسند. |
| ۱۹۴۷ | آلمان، سال صفر ساخته روبرتو روسلینی بدون ترحم اثر لوییجی زامپا                                                                                                   |                                                          |
| ۱۹۴۸ | زمین می‌لرزد به کارگردانی لوکینو ویسکونتی دزد دوچرخه ساخته ویتوریو دسیکا ماشینی برای کشتن آدم‌های بد ساخته روبرتو روسلینی عشق (فیلم اپیزودیک) ساخته روبرتو روسلینی | حزب میانه‌رو و دموکرات مسیحی در انتخابات پیروز می‌شود.     |
| ۱۹۴۹ | برنج تلخ ساخته جوزپه د سانتیس استرومبولی اثر روبرتو روسلینی | قانون آندره اوتی سیاست سهمیه‌بندی را پی می‌ریزد.           |
| ۱۹۵۰ | معجزه در میلان اثر ویتوریو دسیکا روشنایی‌های واریته اثر فدریکو فلینی                                                                                              |                                                          |
| ۱۹۵۱ | اومبرتو د ساخته ویتوریو دسیکا بلیسیما ساخته لوکینو ویسکونتی |                                                          |
| ۱۹۵۲ | اروپا ۵۱ ساخته روبرتو روسلینی |                                                          |